# 取得原価
取得原価（しゅとくげんか）とは経営学用語の一つ。これは資産を購入するために要した原価であり、購入価格に付随費用を加えた合計の額のことを言う。企業が自ら資産を製造して入手した場合の原価という意味でもあり、この場合には原価計算基準によって算出された製造原価というのが取得原価ということになる。